# Beatriz de Estrada
Beatriz de Estrada (* um 1524 in Ciudad Real, Spanien; † 1590 in Mexiko-Stadt) genannt „la Santa“ (span. „die Heilige“) war die jüngste Tochter des Schatzmeisters des Königreiches von Neu-Galicien, Alonso de Estrada (1470–1530) und der Marina Flores Gutiérrez de la Caballería.

## Leben
Ihr Vater wurde am Hofe von Aragón erzogen. Es wird angenommen, er sein ein illegitimer Sohn Ferdinands II. (Aragón) gewesen. Ihre Mutter kam aus der marranischen Familie Gutiérrez de la Caballería, die zu den höchsten Rängen der Aristokratie an den Königshöfen von Aragon und Kastilien gehörten. König Karl I. von Spanien sandte ihren Vater nach Neu-Galicien, um die mögliche Misswirtschaft von Hernán Cortés zu kontrollieren. Im Königreich Neu-Galicien gehörten die Estradas schnell zu den politisch mächtigsten und wohlhabendsten des neu gegründeten Reiches an.
Beatriz de Estrada heiratete 1539 Francisco Vásquez de Coronado, der im gleichen Jahr von Antonio de Mendoza zum Gouverneur von Neu-Galicien ernannt wurde. Beatriz de Estrada und Francisco Vásquez de Coronado hatten einen Sohn und vier Töchter.

### Expedition ihres Ehemanns
Francisco Vásquez de Coronado wurde 1538 zum Stadtrat von Mexiko-Stadt und danach zum Gouverneur von Neu-Galicien ernannt. In dieser Provinz waren damals die vier Städte Guadalajara, Compostela, Purificación, und Culiacán bewohnt. Am 6. Januar 1540 ernannte der Vizekönig von Neuspanien, Antonio de Mendoza seinen Freund, Francisco Vásquez de Coronado, zum Befehlshaber einer Entdeckungsreise zu den Sieben Städten von Cibola. Er sollte die Armee mit 350 Spaniern, 300 Indianern und 1000 Sklaven sowie etwa 1500 Tieren dorthin führen. Beatriz begleitete ihren Mann auf dieser Reise gemäß dem Sittenkodex der Zeit nicht. Das Geld der Familie Estrada deckte ungefähr ein Drittel der Kosten dieser Entdeckungsreise. Die Investition zahlte sich jedoch nicht aus, weil Coronado kein transportfähiges Gold fand. Nach seiner Rückkehr musste sich Coronado vor Gericht für den Fehlschlag verantworten. Doch die guten Beziehungen seiner Frau schützten ihn.